# Pedro Mendinueta y Múzquiz
Pedro Mendinueta y Múzquiz, né le 7 juin 1736 à Elizondo et mort le 17 février 1825, est un militaire et un homme politique espagnol. Il occupe le poste de Vice-roi de Nouvelle-Grenade entre 1796 et 1803.